# Jean-Jacques Dreuilh
Jean-Jacques Dreuilh (Bordeaux, 26 juillet 1773 - Niort, 22 novembre 1858), est un violoniste, compositeur et chef d'orchestre français.

## Biographie
Il étudie la composition à Bordeaux avec un professeur nommé Giraud puis le contrepoint et la fugue avec Franz Beck, qui était aussi son professeur de violon. En 1709, il succède à Giraud comme maître de chapelle de la cathédrale de Bordeaux puis en 1795 à Beck en tant que chef d'orchestre du Grand Théâtre. Sa première composition est un Te Deum en 1791.
Il s'installe ensuite à Paris et s'y fait connaître avec un opéra comique, Le Point d'honneur (1802). En 1804, il se rend à Marseille comme chef d'orchestre du Grand Théâtre et y interprète son opéra Vaiaski et Ophélia.
On lui doit aussi de nombreux drames et des pantomimes. 